# Juana Beaufort (1379-1440)

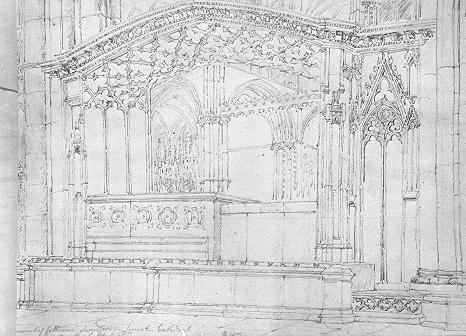
Juana Beaufort y su madre, Catalina Swynford. Su tumba, dibujo de 1809.

Juana de Beaufort, condesa de Westmorland (c. 1379-Howden, 13 de noviembre de 1440), era la cuarta de los cuatro hijos (y única hija) de Juan de Gante, duque de Lancaster, y su amante, posteriormente esposa, Catalina Swynford. Durante su viudez, fue una poderosa terrateniente del norte de Inglaterra.

## Juventud
Nació probablemente en el Señorío de Kettlethorpe en Lincolnshire. Su apellido probablemente refleja el señorío de su padre de Beaufort en la provincia de Champaña, Francia, donde también pudo haber nacido.

### Primer matrimonio e hijos
En 1391, a la edad de doce años, Joan se casó con Robert Ferrers, V Barón Boteler de Wem, en Beaufort-en-Vallée, Anjou. Tuvieron dos hijas, antes de su muerte en aproximadamente 1395:
- Elizabeth Ferrers, VI Baronesa Boteler de Wem (1393–1474). Está enterrada en Iglesia de Black Friars, York. Se casó con John de Greystoke, Barón Greystoke (1389–1436), el 28 de octubre de 1407 en el castillo de Greystoke, Greystoke, Cumberland.
- Margaret (o Mary) Ferrers (1394-25 de enero de 1457/1458). Se casó con su hermanastro Ralph Neville, hijo de Ralph Neville, conde de Westmoreland, c. 1413 en Oversley, Warwickshire.

## Legitimación
Junto con sus tres hermanos, Juana había sido legitimada en privado por su primo Ricardo II de Inglaterra en 1390. Sus padres se casaron en la Catedral de Lincoln en febrero de 1396. Joan era ya adulta cuándo fue legitimada por el matrimonio de su madre y padre con aprobación papal. Los Beauforts fueron más tarde excluidos de la línea sucesoria por una cláusula insertada en el acta de legitimación por su medio-hermano, Enrique IV, aunque no está claro que Enrique IV poseyera autoridad suficiente para alterar una disposición parlamentaria por sí mismo sin aprobación posterior del Parlamento.

### Segundo matrimonio e hijos
Poco después de la legitimación, el 3 de febrero de 1397, a los dieciocho años, Juana se casó con Ralph Neville, conde de Westmorland. El matrimonio tuvo un total de 14 hijos:
- Katherine Neville, que estuvo casada con John Mowbray, Duque de Norfolk; Thomas Strangways; John Beaumont, Vizconde Beaumont y John Woodville
- Eleanor Neville (d. 1472), que estuvo casada con Richard le Despenser, Barón Burghersh y Henry Percy, Conde de Northumberland
- Richard Neville, V conde de Salisbury iure uxoris (1400–1460), casado con Alice Montagu, V condesa de Salisbury.
- Robert Neville (d. 1457), Obispo de Durham
- William Neville, conde de Kent (c.1410–1463)
- Anne Neville (1411–20 de septiembre de 1480), casada con Humphrey Stafford, Duque de Buckingham.
- Edward Neville, barón Bergavenny (d. 1476)
- Cecily Neville (1415–1495) ("Orgullosa Cis"), que se casó con Richard,  Duque de York, y fue madre de Eduardo IV y Ricardo III de Inglaterra.
- George Neville, Barón Latimer (d. 1469).
- Joan Neville, ingresó en un convento.
- John Neville, muerto joven.
- Cuthbert Neville, muerto joven.
- Thomas Neville, muerto joven.
- Henry Neville, muerto joven.

## Herencia
Cuándo Ralph de Neville murió en 1425, sus tierras y títulos deberían haber pasado al nieto procedente de los hijos de su primer matrimonio, otro Ralph Neville. En cambio, el grueso de su propiedad fue a su mujer, Joan Beaufort, incluso aunque título de Conde de Westmorland y varios señoríos fueron entregados a su nieto Esto puede haber sido hecho para asegurar que su viuda quedara protegida, pero al proceder de esa forma, Ralph esencialmente partió en dos su patrimonio familiar, y el resultado fueron años de conflicto amargo entre Joan y su hijastro, que peleó ferozmente por la herencia de su padre. Joan, con su sangre real y sus conexiones, era demasiado poderosa para que nadie le pidiera cuentas, y la rama sénior de los Nevilles recibieron poca atención por sus quejas. Inevitablemente, cuándo Juana murió, las tierras serían heredadas por sus propios hijos.

## Muerte
Juana murió el 13 de noviembre de 1440 en Howden en Yorkshire. En lugar de ser enterrada con su marido Ralph (que no fue enterrado con su primera mujer, aunque en su monumento aparecen las efigies de sus dos mujeres), fue sepultada junto a su madre en el magnífico santuario de la Catedral de Lincoln. La de Juana es la más pequeña de las dos tumbas; ambas fueron decoradas con placas de latón – representaciones a tamaño de ellas en la parte superior y pequeños escudos mostrando armas a los lados — que fueron destruidos en 1644 por los Roundheads durante la Guerra Civil inglesa. Disponemos de un dibujo de estos monumentos de 1640, mostrando el aspecto de las tumbas.

## Descendientes
Juana Beaufort fue madre de Cecilia, Duquesa de York, y a través de ella abuela de los monarcas Eduardo IV de Inglaterra y Ricardo III de Inglaterra, este último derrotado en batalla por Enrique VII que pasó a ocupar el trono e instauró la Dinastía Tudor.
Enrique contrajo matrimonio entonces con Elizabeth, hija de Eduardo IV, matrimonio del que nacería el futuro Enrique VIII. La sexta mujer de Enrique, Catherine Parr, era también descendiente de Juana a través del hijo mayor de Juana y Ralph, Richard Neville, Conde de Salisbury, y primo tercero del rey Enrique VIII.
El Conde de Salisbury fue padre de Richard Neville, 16.º Conde de Warwick, "el hacedor de reyes" (padre de la Reina consorte Ana Neville).